# Ліквідаторство
Ліквідаторство (рос. ликвидаторство) — у 1905—1907 рр. права течія в російській партії меншовиків (РСДРП), прихильники якої (ліквідатори) домагалися ліквідації нелегальної революційної партії, вимагали діяти лише в законодавчому полі країни, заперечували більшовицьку революційну політику.